# Le Prince bleu
Le Prince bleu est une chanson de RoBERT, reprise en duo avec la chanteuse et actrice américaine Majandra Delfino, réinterprété et complété avec des paroles en anglais.
Un clip d'animation a été créé et réalisé par Sébastien Rossignol en 2004 pour accompagner la vidéo : Le Prince Bleu d'Arthélius.
Le clip a été en compétition dans de nombreux festivals et a remporté le prix "Meilleurs Effets Spéciaux" au Festival International du Clip 2004.